# آلفا قنطورس
آلفا قِنطورِس (به انگلیسی: Alpha Centauri) نام ستاره‌ای در صورت فلکی قنطورس است و فاصلهٔ آن از خورشید، ۴٫۳۷ سالِ نوری است. شعاعِ آلفا قنطورس اِی ۲۳ درصد از خورشید بیشتر است و چگالیِ آن نیز ۱۰ درصد بیشتر از خورشیدِ ما است.
آلفا قنطورس یک ستارهٔ دوتایی است که به همراه کوتوله سرخ پروکسیما قنطورس یا آلفا قنطورس سی، که بسیار کم‌نورتر است یک سامانهٔ سه‌گانه را تشکیل می‌دهد. این سامانه، از همهٔ ستاره‌ها به منظومهٔ خورشیدی ما نزدیک‌تر است و با چشم غیر مسلح در آسمان شب دیده می‌شود. احتمال می‌رود که پروکسیما قنطورس توسط میدان گرانشی دو ستارهٔ دیگر محدود شده‌باشد.
ستاره دوتایی رجل قنطورس، از دو ستاره اِی و بی تشکیل شده که حدوداً هر ۸۰ سال یک‌بار گرد مدار خود می‌گردند. فاصله ستاره اِی از ستاره بی در حدود ۲۳٫۷ واحد نجومی است که قابل مقایسه‌است با فاصله سیاره اورانوس از خورشید.
البته این فاصله، میانگینی از فاصله دو ستاره اِی و بی است و به خاطر مدارهای بسیار ناهم‌مرکز این دو پیکر آسمانی، فاصله آن‌ها نسبت به هم میان ۱۱ تا ۳۵ واحد نجومی نوسان می‌کند.

## زیست‌پذیری
به خاطر نزدیکی زیاد این دو ستاره به هم، ناحیه‌ای کوچک، در حدود ۲ واحد نجومی، میانشان وجود دارد که در آن گردش مداری حالتی پایدار دارد و بنابراین احتمال وجود سیارات در آن هست. این فاصله کم هم‌چنین باعث می‌شود که غول‌های گازی نتوانند در آن شکل بگیرند.
ناحیه «زیست‌پذیر» رجل قنطورس نیز در همین محدوده قرار گرفته و شرایط در آن به‌گونه‌ای است که وجود موجودات زنده در آن را نمی‌شود منتفی فرض کرد.
پژوهش‌ها و رصدهایی که تاکنون انجام شده هنوز موفق به یافتن سیاره‌ای پیرامون این سامانه ستاره‌ای نشده‌است اما شبیه‌سازی‌های رایانه‌ای نشان می‌دهد که احتمال وجود یک سیاره در فاصله ۱٫۱ واحد نجومی (۱۶۰ میلیون کیلومتری) ستاره آلفا قنطورس بی، زیاد است و مدار چنین سیاره‌ای می‌تواند دست کم در مدت ۲۵۰ میلیون سال پایدار بماند.

## حیات
درست است که زمین خانه ما است، اما شاید سیاره‌ای که به دور نزدیک‌ترین ستاره همسایهٔ ما می‌چرخد، حتی از آن هم برای زندگی راحت‌تر باشد.
بررسی دقیق از ویژگی‌هایی که می‌تواند یک سیاره را شایستهٔ حیات سازد، نشان می‌دهد که آلفا-قنطورس ب، نزدیک‌ترین منظومهٔ ستاره‌ای به خورشید ما؛ می‌توانست مکانی ایدئال برای میزبانی سیاره‌ای «ابر مسکونی» باشد، دنیایی از جزیره‌ها، دریاهای کم عمق و دامنه‌های زیبا. جایی که شرایط مورد نیاز برای حفظ همهٔ شکل‌های حیات را در خود دارد و تا بیشتر از ۱۰ میلیارد سال پابرجا خواهد بود. اما رفتن به این شبه بهشت، هزینهٔ خود را برای گردشگران زمینی دارد: نیروی گرانشی آن در حدود یک چهارم (۲۵درصد) قوی‌تر از زمین‌است.
فرض ما معمولاً بر این اصل استوار است که بهترین مکان‌ها برای جستجوی امکان حیات، سیاراتی هستند که هم اندازهٔ زمین بوده و به دور ستارگانی همانند خورشید می‌گردند. اما بهترین مدل‌های دانشمندان برای سکونت پذیری تنها چند معیار را در نظر می‌گیرند، معیارهایی مانند اندازهٔ سیاره و فاصله از ستاره‌اش، صخره‌ای بودن سطح سیاره همانند زمین و چرخش به دور ستارهٔ اصلی در مداری مشابه مدار زمین.
رنه هلر از دانشگاه مکمستر در همیلتون آنتاریو کانادا می‌گوید: «اما تا کنون هیچ‌کس با این پرسش مواجه نشده که آیا مکان‌های دیگر، محیط زیستی همچون زمین را تأمین می‌کنند یا نه». بنابراین او و همکارانش برای بررسی امکان حیات در یک سیاره، معیارهای اضافی را در نظر گرفتند که شامل گرانش سیارهٔ فرضی، سن و ساختار داخلی آن می‌شود.
زمین، ۳٫۵ میلیارد سال از ۴٫۶ میلیارد سال کل عمرش را میزبان حیات بوده‌است. این سیاره در نزدیکی لبهٔ داخلی محدودهٔ سکونت پذیر منظومهٔ شمسی قرار دارد، و خورشید هم با هر روز که به عمرش افزوده می‌شود، در حال گرم و گرم‌تر شدن است. در نهایت شاید ۱ یا ۲ میلیارد سال پس از امروز، زمین یک سنگ داغ همانند ناهید خواهد شد که در غبار مرگبار گاز دی‌اکسید کربن و اسید سولفوریک پوشانده می‌شود.
نتیجهٔ بررسی این گروه این‌است که بهترین مکان برای حیات، جایی‌است که کمی بزرگتر از زمین باشد و ستارهٔ آن نیز کمی کوچکتر از خورشید باشد. هلر می‌گوید: «آنچه ما می‌خواهیم این است که یک ستارهٔ میزبان را داشته باشیم که بتوانیم سیاره‌ای را به مدت ۷ تا ۱۰ میلیارد سال، در محدودهٔ زیست پذیر آن نگهداریم». تصور بر این‌است که این زمان کافی است تا زیست‌بوم‌ها به حالتی بهینه برای رشد و نمو برسند.
سیارات کمی بزرگ‌تر، برای مدت طولانی‌تری گرمای داخلی و مواد مذاب در حال حرکت زیر پوستهٔ خود را حفظ می‌کنند. این ویژگی صفحات تِکتونیکی (زمین‌ساختی) سیاره را به حرکت درمی‌آورَد، که آب و مواد مغذی را وارد چرخه می‌کنند و میدانی مغناطیسی ایجاد می‌کند که بتواند سیاره را از تابش‌های مخرب خورشیدی و کیهانی حفظ کند.

## حتی یک بیپ
ما حدس می‌زنیم که ستارهٔ آلفا قنطورس ب میزبان سیاره‌ای سنگی باشد، ولی البته اگر وجود آن اثبات شود بیش از حد به ستاره‌اش نزدیک‌است و وجود حیات روی آن امکان‌پذیر نیست. اما شکارچیان سیارات مانند تلسکوپ فضایی کپلر ناسا به ما نشان داده‌اند که به ندرت ممکن است سیاره‌ای به تنهایی متولد شود، و هر سیارهٔ اَبَرمسکونی (که هنوز کشف نشده) قطعاً به دور یک ستاره خواهد چرخید.
چنین سیاره‌ای برای ابر مسکونی بودن، باید چنان بزرگ باشد که گرانش موجب هموارتر شدن چشم‌اندازهایش شود، و دریاهای کم عمق و مجمع الجزایرهایی همچون اندونزی یا باهاما داشته باشد. بر روی زمین، چنین محیط زیست‌هایی تنوع بسیار بیشتری در مقایسه با اقیانوس‌های عمیق یا قاره‌های پهناور ایجاد می‌کنند. به رغم این که گروه به‌طور مشخص به پتانسیل حیات که می‌تواند بر روی سیارات ابر مسکونی ظاهر شود، اشاره نکرده‌اند، هلر به این می‌اندیشد که گرانش بیشتر، گیاهان را نزدیک‌تر به زمین نگه می‌دارد و اتمسفر آن هم ضخیم‌تر خواهد بود، در نتیجه حیوانات خشکی احتمالاً کوتاه و عریض‌تر از همتایان خود در زمین خواهند بود و تراکم بیشتر هوا هم به پرندگان بزرگ‌تری اجازه پرواز خواهد داد.
هلر می‌افزاید که ستارهٔ آلفا قنطورس ب، عمری در حدود ۶ میلیارد سال دارد و این بدین معنی‌است که حیات بر روی یک سیارهٔ ابر مسکونی در منظومهٔ آن خیلی سریع‌تر از منظومهٔ ما شکل خواهد گرفت؛ ولی آیا هیچ‌کدام از انواع چنین حیاتی، هوشمند خواهند بود؟ تاکنون، پژوهشگرانی که به دنبال نشانه‌های تمدنی در نزدیکی ما می‌گردند (مانند پروژه ستی) حتی یک صدای بیپ هم از همسایگان احتمالی ما نشنیده‌اند
راوی کاپاراپو از دانشگاه ایالتی پنسیلوانیا در کالج پارک، که در این پژوهش شرکت نداشت، می‌گوید: «این مقاله به خوبی جنبه‌های مهم مرتبط با زیست پذیری را بیان می‌کند». ولی او هشدار می‌دهد که تا زمانی که یک سیارهٔ ابر زیست پذیر واقعی پیدا نکرده‌ایم، نمی‌توانیم بگوییم که زمین بهترین جا برای زندگی نیست.